# Cammile Adams
Cammile Adams, née le 11 septembre 1991 à Houston, est une nageuse américaine.

## Biographie
En 2012, elle gagne le 200 m papillon des sélections américaines pour les Jeux olympiques de Londres. Lors des Jeux olympiques, elle atteint la finale où elle termine cinquième.
Lors des championnats du monde 2015, elle remporte la médaille d'argent du 200 m papillon.
Aux Jeux olympiques d'été de 2016, elle arrive quatrième du 200 m papillon.

## Palmarès

### Championnats du monde

#### Grand bassin
- Championnats du monde 2015 à Kazan (Russie) :
  -  Médaille d'argent du 200 m papillon.

### Championnats pan-pacifiques
- Championnats pan-pacifiques 2014 à Gold Coast (Australie) :
  -  Médaille d'or du 200 m papillon.